# Dancing in the Dark (Album)
Dancing in the Dark ist ein Jazzalbum von Tony Coe und John Horler. Die 2007 beim Appleby Jazz Festival in der St. Michael’s Church in Appleby entstandenen Aufnahmen erschienen im August 2021 auf Gearbox Records. Es war das letzte Album, das Tony Coe zu Lebzeiten veröffentlichte; der Klarinettist starb im März 2023 im Alter von 88 Jahren.

## Hintergrund
Die Szene um das Appleby Jazz Festival habe sich immer auf Stan Tracey und dessen Umkreis mit einer großartigen Nebenbesetzung konzentriert, notierte Mark McKergow, und bei dieser Gelegenheit wurde der Pianist John Horler engagiert, um neben Tony Coe aufzutreten. Beide waren mit dem Spiel des anderen gut vertraut, da sie seit den 1970er Jahren Musikbühnen geteilt hatten – Horler ist vielleicht am bekanntesten für seine Arbeit mit John Dankworth und Cleo Laine, mit ähnlich weitreichenden musikalischen Horizonten wie Tony Coe. An dem Tag beschloss dieser, nur seine Klarinette mitzubringen, und die beiden unterhielten sich kurz darüber, was sie spielen sollten, bevor sie auf die Bühne gingen. Neben bekannten Jazzstandards – darunter „Re: Person I Knew“, „Body and Soul“, „Night and Day“ und Thelonious Monks Blues „Blue Monk“ – spielten sie auch je eine Eigenkomposition. Das Titelstück ist der Standard „Dancing in the Dark“ von 1931, geschrieben von Arthur Schwartz und Howard Dietz. Die Veranstaltung im Jahr 2007 erwies sich als Abgesang für das Appleby Jazz Festival.
Coe sei sich eine Zeit lang nicht sicher gewesen, ob er wollte, dass der Mitschnitt herauskommt, meinte John Horler in einem Interview mit John Fordham. „Ich hatte vergessen, dass die Aufnahme existierte, bis Jahre später, als ich einige Sachen durchging und das Band sah; als ich es abspielte, fand ich, dass es ziemlich gut klang, und noch besser, nachdem Andy Cleyndert das Abmischen und Mastern vorgenommen hatte. Ich bin mir ziemlich sicher, dass Tony es jetzt schätzt.“ Dieser entgegnete:

„Ein solches Spiel wäre nicht möglich gewesen, wenn John [Horler] nicht der hervorragende Begleiter gewesen wäre, der er ist. Er spielt sehr rücksichtsvoll, sehr erfinderisch, er liest sehr gut [Noten] und seine Antworten sind so schnell, dass wir die meiste Zeit kontrapunktisch spielen können, was ich schon immer gerne gemacht habe. Wir haben nicht geprobt, aber wir hatten diese Stücke schon oft zusammen in verschiedenen Kontexten gespielt. Aber es war eine schnelle Entscheidung von mir, das ganze Set auf der Klarinette zu spielen. Es war ein Mittagskonzert in einer Kirche, und als ich dort ankam, hatte ich einfach das Gefühl, dass ich es einfach halten wollte.“

## Titelliste

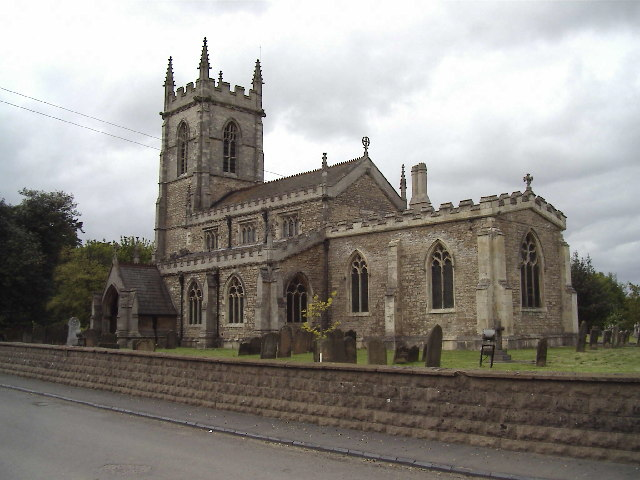
Die Appleby Church

- Tony Coe & John Horler: Dancing in the Dark (Gearbox Records – GB1567CD)[4]

1. Re: Person I Knew (Bill Evans)
2. Night and Day (Cole Porter)
3. Body and Soul (Johnny Green)
4. Some Other Autumn (Tony Coe)
5. Piece for Poppy (John Horler)
6. Dancing in the Dark (Arthur Schwartz, Howard Dietz)
7. Around in Three (John Horler)
8. Blue Monk (Thelonious Monk)

## Rezeption
Das Ergebnis dieser Begegnung sei betörend – kammermusikalischer Jazz auf höchstem Niveau, den man nun immer wieder genießen und auskosten könne, lobte Mark McKergow (London Jazz News). Coes Stil lasse sich vielleicht am besten als „elliptisch“ beschreiben; er gleite auf eine außermittige, aber durchaus musikalische Art und Weise um das Thema herum, wobei eine großartige Spieltechnik seine Vorstellungskraft unterstütze, so dass alles „vorgespielt“ und nicht aufgewirbelt oder gestikuliert wird. Horler habe eine ähnlich breite Palette, gebe dabei Raum, mische sich gleichzeitig ein und unterstütze gleichermaßen. Zusammenfassend sei dies ein ganz besonderes Album von zwei ganz besonderen Musikern. Andy Cleynderts Produktion habe der Musik mit Klarheit und Sensibilität vom Originalband geholfen.
Der Observer-Kritiker und Musiker Dave Gelly schrieb in den Liner Notes über die Partnerschaft von Tony Coe und John Horler: „Zwei einzigartige musikalische Fantasien, die ohne Sicherheitsnetz frei herumlaufen […] Es ist alles eine einzige gelungene und inspirierende Darbietung.“